# 馬庫斯·布魯納邁爾
馬庫斯·康拉德·布魯納邁爾（德語：Markus Konrad Brunnermeier，1969年3月22日—）是一名經濟學家，是普林斯頓大學Edwards S. Sanford經濟學教授和彼得森國際經濟研究所非常駐高級研究員。他是普林斯頓大學經濟系的教員和本德海姆金融中心的主任。他的研究重點是國際金融市場和宏觀經濟，特別強調泡沫、流動性、金融危機和貨幣政策。他推廣了流動性螺旋、CoVaR作為共同風險度量、審慎悖論、金融主導地位、ESBies、逆轉率、數字貨幣領域、再分配貨幣政策和貨幣理論的概念。他是或曾經是多個諮詢小組的成員，包括國際貨幣基金組織、紐約聯邦儲備銀行、歐洲系統性風險委員會、德國聯邦銀行和美國國會預算辦公室。他還是CEPR、NBER和CESifo的研究助理。